# La Vega (Cauca)
La Vega – miasto w Kolumbii, w departamencie Cauca.